# 斑色鱼鳞癣
斑色鱼鳞癣，又称为小丑鱼鳞癣（Harlequin-type ichthyosis ，在英文还有Harlequin ichthyosis、ichthyosis congenita、Ichthyosis fetalis、keratosis diffusa fetalis:562等名称），是一种常染色体隐性遗传皮肤病。这种疾病是先天性鱼鳞病最严重的类型，特征是胎儿体表皮肤角质层异常增厚。患有该病的患者，皮肤可见到巨大的菱形鳞片，而且往往呈红色。此外，眼睛、耳朵、阴茎以及附件可能会有异常收缩。角质化的鳞片状皮肤极大地限制了婴儿的活动。在正常皮肤褶皱的地方会发生皲裂，因此很容易被细菌或其他污染物感染，从而有导致致命感染的危险。
小丑鱼鳞癣这个名字来自于患病婴儿面部严重过度角化使得嘴唇向外拉开，面部表情和小丑微笑类似，而且全身皮肤形成角化钻石形状的鳞片和小丑穿着的服装相似。这种疾病可以通过对子宫内胎儿的皮肤活检或通过羊膜穿刺术获得的羊水细胞进行形态分析来诊断。此外，现在医生可以通过超声检查识别出此病的共同特征，并且后续使用三维超声检查明确诊断。
小丑鱼鳞癣是由于人类2号染色体上的编码ABCA12蛋白的基因发生突变所致°

## 历史
斑色鱼鳞癣第一次出现在历史记载是在英属北美殖民地南卡罗来纳查尔斯顿的奥利弗·哈特牧师1750年的日记中。

## 症状和体征
斑色鱼鳞癣患者的共同特征是严重的颅部和和面部畸形，耳朵可能会发育不良，甚至完全缺失，鼻子也可能出现类似的情况。眼睑严重外翻，这使得患者眼睛以及其周围部位很容易受到感染，这些部位在出生时经常会有外伤出血。患儿的口唇被干燥的皮肤拉开，固定形成一个类似小丑笑脸的鬼脸。胳膊、腿部以及手指几乎都变形，不能正常弯曲，并且可能小于正常尺寸。由于他们存在手指发育不全，因此无法正常抓取物品，甚至无法触摸它们。多指畸形或多趾畸形也已经在这种患病婴儿中被发现。
患儿对温度的变化非常敏感，其盔甲般的角化皮肤难以正常散热，从而导致中暑。他们的呼吸运动受到皮肤的限制，胸壁扩大困难，无法吸取足够的空气，这可能会导致通气不足和呼吸衰竭。此外，他们经常会有脱水症状，因为他们的角化皮肤很难保存体内的水分。

## 治疗和预后
在过去，斑色鱼鳞癣患儿的死亡率为100%，导致死亡的原因可以是脱水、感染（败血症）、角化皮肤导致呼吸受限或其它相关症状。最常见的死因是全身性感染，患儿很难存活超过几天。
现在随着药物如异维A酸的使用，患者的情况有一定的改善。目前已知最年长的斑色鱼鳞癣患者是出生于1984年的英国女孩Nusrit Shaheen，现在健康状况良好。新治疗方法的患者的预期生命期限目前尚未确定。

## 知名患者
- Nusrit "Nelly" Shaheen （1984年出生）：目前英国最年长的斑色鱼鳞癣患者。她的八个兄弟姐妹中有四人也患有斑色鱼鳞癣，并且都在幼儿时期就已经死亡。她的生活态度积极，现在在赫里福德学院学习体育教练和管理者的课程[5]。
- Hunter Steinitz （1994年出生）：是美国目前已知10名斑色鱼鳞癣患者中的一个，曾经在国家地理频道的节目中出现过[6]。
- Ryan Gonzalez （1986年出生）[7]：是美国最年长的斑色鱼鳞癣患者。他曾在澳大利亚制作的纪录片《奇难杂症》（Medical Incredible）中出现。
- Evan Fasciano( 康涅狄格州 , 美国 ),2011年出生的男孩至今还活着 [8] 。